# گودال، اسپانیا
گودال (به اسپانیایی: Godall) یک منطقهٔ مسکونی در اسپانیا است که در مونتسیا واقع شده‌است. گودال ۳۳٫۶ کیلومتر مربع مساحت دارد ۱۶۸ متر بالاتر از سطح دریا واقع شده‌است.